# The Loft (film)
The Loft è un film del 2014 diretto da Erik Van Looy.
La pellicola è il secondo remake del film belga del 2008 Loft diretto sempre da Van Looy, di cui era già stato fatto un remake olandese nel 2010 diretto da Antoinette Beumer.

## Trama
Cinque uomini sposati (Vincent, Luke, Chris, Marty e Philipp) condividono la proprietà di un loft esclusivo, che usano in segreto per soddisfare i propri desideri sessuali con diverse amanti occasionali. Ma quando il corpo di una donna assassinata viene trovato proprio in quel loft, i cinque iniziano a sospettare uno dell'altro in quanto sono gli unici a possedere le chiavi per entrare nel locale. Ognuno dei presenti infatti possiede un segreto che in qualche modo può essere collegato all’omicidio della misteriosa ragazza: Chris aveva un’amante, Anne, che però l’ha lasciato perché si è rivelata essere una prostituta; Philipp è stato sorpreso da Vincent e Chris dopo aver violentato una ragazza; Marty ha tradito la moglie che lo ha lasciato mentre Luke era solito registrare le scappatelle degli amici. Vincent invece aveva un’amante che ha lasciato la notte precedente proprio nel loft: Sarah Deakins, che è la ragazza assassinata nel letto. Dopo questa rivelazione di Vincent, gli amici cominciano a sospettare che sia stato lui ad uccidere Sarah anche se Luke fa intendere che c’è dell’altro ma preferisce non dire niente perché lui si considera un vero amico di Vincent.
Attraverso diversi flashback, che si intrecciano con scene svolte nel presente, la storia si dipana: Vincent comincia improvvisamente a perdere le forze; i responsabili di tutto sono proprio i suoi amici. Luke, Chris, Marty e Philipp si erano incontrati precedentemente nel loft e avevano trovato Sarah morta sul letto con in mano un piccolo contenitore di pillole e al suo fianco una lettera d’addio per Vincent che la notte precedente l’aveva lasciata. Di fronte a quella visione Luke aveva mostrato ai 3 amici alcune delle avventure amorose di Vincent: egli era stato a letto con la moglie di Marty quando quest’ultimo gli aveva chiesto di aiutarlo perché la moglie l’aveva lasciato; con la sorella di Philipp, Zoe, con la quale Philipp era iperprotettivo, e con Anne, ex amante di Chris, che aveva pagato perché facesse in modo che Chris se ne innamorasse e condividesse il loft. Chris infatti era stato l’unico a non prendere la chiave del loft poiché non voleva tradire sua moglie, nonostante il rapporto con quest’ultima non fosse dei migliori.
Decisi a farla pagare all’amico per quello che ha fatto, i quattro avevano architettato tutto per fare in modo che la colpa ricadesse su di lui. Philipp aveva provocato le ferite sul corpo di Sarah, esagerando, mentre Chris aveva nascosto la lettera del suicidio della ragazza nella tasca del suo giubbotto. Nella scena che avevano creato, Sarah e Vincent si sarebbero uccisi ma Vincent non sarebbe morto. I cinque vengono portati alla centrale di polizia dove rilasciano le proprie dichiarazioni: la colpa sembra ricadere proprio su Vincent. Tuttavia, una dei detective fa notare a Chris come Vincent continui a dire che l’omicidio di Sarah ad opera degli amici sia stato mascherato come un suicidio. Ciò accende una campanella in Chris che non trova più nella tasca del giubbotto la lettera d’addio che Sarah aveva lasciato a Vincent. In seguito, ricordandosi che mentre tutti erano nel loft a discutere aveva citofonato improvvisamente un'agente immobiliare la quale aveva saputo che il loft era in vendita (cosa non vera), Chris incontra nel loft il vero responsabile: Luke. Era stato Luke a chiamare l’agente immobiliare per sottrarre la lettera di Sarah dalla tasca di Chris. In realtà, infatti, Sarah non si era uccisa: la notte precedente era stata lasciata da Vincent e dopo che questi era uscito dal loft, vi era entrato Luke, innamorato della stessa Sarah. Quando Vincent e Sarah si erano conosciuti, lui era con Luke e Marty a San Diego. Sarah aveva adocchiato Luke ma il ragazzo non aveva avuto il coraggio di provarci e quindi Vincent aveva avuto la meglio. Sarah si era quindi innamorata di Vincent e aveva lasciato perdere Luke. Questo rancore verso Vincent aveva spinto Luke ad uccidere Sarah con un'overdose di insulina e a dare la colpa a Vincent perché si era messo in mezzo; poi aveva mascherato il tutto come suicidio (la lettera d’addio di Sarah era stata scritta proprio da Luke).
Ma la verità è che Sarah non era morta: a causarne il decesso definitivo erano state le ferite troppo esagerate inferte da Philipp. Dopo che tutta la verità è venuta a galla, Luke tenta di uccidere Chris ma, alla fine, capendo che per lui non ci sono speranze, poiché Chris ha ritrovato tra i rifiuti il biglietto di addio di Sarah scritto da lui si getta dal balcone. Sei mesi dopo Philipp è al processo per l’omicidio di Sarah, Vincent è stato lasciato da sua moglie e ora vive nel loft, Chris e la moglie hanno divorziato mentre Marty e la moglie si sono rimessi insieme. Dopo essere stato con questi ultimi, Chris esce dal bar e incontra Anne: i due sono ormai liberi di stare insieme.

## Produzione
Le riprese del film sono iniziate a New Orleans il 6 giugno 2011, per poi continuare qualche settimana dopo in studio a Bruxelles, Belgio. Le riprese sono terminate il 27 luglio 2011.

## Distribuzione
La distribuzione del film fu rimandata diverse volte a causa di problemi dovuti alla casa di distribuzione. Finalmente il film arrivò nelle sale statunitensi il 30 gennaio 2015 distribuito dalla Open Road Films. In Italia il film è stato distribuito direct-to-video da Koch Media il 20 aprile 2017.

## Accoglienza
Sull'aggregatore Rotten Tomatoes il film ha ricevuto il 14% di recensioni positive, con un voto medio di 3.1/10, basato su 42 recensioni.